# Kari Köster-Lösche
Kari Köster-Lösche (* 23. Januar 1946 in Lübeck) ist eine deutsche Schriftstellerin mit dem Schwerpunkt historischer Roman. Darüber hinaus verfasst sie Bücher zur Medizingeschichte und medizinische Ratgeber sowie Sachbücher zur Kulturgeschichte Nordfrieslands.

## Leben
Als Tochter deutsch-schwedischer Eltern verbrachte Kari Köster-Lösche einen prägenden Teil ihrer Kindheit in den geologisch-paläontologischen Instituten der Universitäten Uppsala und Lund, an denen ihr Vater als Geologe tätig war und auch die Mutter, trotz ihrer in Deutschland ausgeübten Berufe als Buchhändlerin und Grundschullehrerin mit besonderer Vorliebe für Geschichte und alte Sprachen, arbeitete. Nach der schwedischen Grundschule besuchte sie die Bettinaschule in Frankfurt am Main. Das anschließende Studium der Veterinärmedizin in Gießen beendete sie mit der Promotion in Bakteriologie, wobei sie ihre Neigung für die Wissenschaft entdeckte.

### Tätigkeit als Wissenschaftlerin
Kari Köster-Lösche erforschte im internationalen Battelle-Institut, einem interdisziplinär arbeitenden Forschungsinstitut in Frankfurt am Main, die Entwicklung von Knochen- und Zahnersatzmaterialien für die Humanmedizin. Viele wissenschaftliche Veröffentlichungen, Vorträge und einige Patente folgten. Eine geplante Habilitation scheiterte an ihrer Tätigkeit als Leiterin der Abteilung für Experimentelle Medizin, welche sie nicht aufgeben wollte, um an die Universität zurückzukehren.
Nach zehn Jahren verließ sie das Institut – zusammen mit ihrem Ehemann Karl-Heinz Lösche, den sie als Diplomingenieur im Battelle-Institut kennengelernt hatte.

### Autorin
Ansässig sind Kari Köster-Lösche und ihr Mann in Nordfriesland. Die Recherche zur sachgerechten Restaurierung ihres bäuerlichen Reetdachhauses von 1852 resultierte in Häuser der Uthlande (1986), welches von der Interessengemeinschaft Baupflege Nordfriesland des Nordfriesischen Instituts herausgegeben wurde.
Mit diesem Buch war Köster-Lösches künftiger Weg als Autorin vorgezeichnet.
Ihrem Sohn Lars und ihrer Tochter Kaike erzählte sie während der Mahlzeiten spontan erfundene Geschichten, die sich meistens um den nordfriesischen Deichbau, das Watt, die Mühlen und die Häuser in alten Zeiten drehten.
Die Verlagssuche war sehr schwierig. Zunächst wollte kein Verlag ihren ersten Roman Die Pesthexe verlegen. Schließlich zeigte der Cobra Verlag in Husum, ein Zwei-Mann-Verlag, Interesse.
Von da an ging es stetig aufwärts. Ein Roman folgte dem anderen, sie nahm Kontakt zum Buchplaner Dirk Meynecke (in Zusammenarbeit mit der Agentur Dörner) auf, der sie an größere Verlage, in den letzten Jahren an Droemer Knaur, vermittelte. Endlich konnte sie sich und ihre Familie von den Bucherlösen ernähren, während ihr Ehemann sich als Hausmann betätigte.
Übersetzungen von Kari Köster-Lösches Büchern erschienen auf Spanisch, Französisch, Polnisch, Englisch, Finnisch, Japanisch, Tschechisch und Russisch. Sie schreibt auch unter dem Pseudonym Silke Jensen.

### BSE
Als kontraproduktiv für eine Karriere als Autorin erwies sich ihre Aufklärungsarbeit zu BSE, das als Infektionskrankheit zu Köster-Lösches Spezialgebiet wurde. Sie stufte aufgrund ihrer Ausbildung BSE von Beginn an als gefährlich für den Verbraucher ein. Sie investierte viel Zeit für die Recherche, Fernsehauftritte, das Verfassen von Ratgebern und die Beantwortung von telefonischen Anfragen Ratsuchender. Letztendlich sah sie sich jedoch mit Gegnern konfrontiert, welche die Ungefährlichkeit von BSE für den Verbraucher postulierten. Die Versuche, Köster-Lösche mundtot zu machen, gipfelten in einem berufsgerichtlichen Ermittlungsverfahren, das Ingrid Franzen, Landwirtschaftsministerin von Schleswig-Holstein, gegen sie anstrengte. Nach einem halben Jahr wurde dieses Verfahren ergebnislos eingestellt. Diese Erfahrung hat Kari Köster-Lösche geprägt und taucht in ihren Romanen immer wieder auf.

### Privates
Einen Teil des Jahres verlebt Kari Köster-Lösche auf der Hallig Langeneß, wo sie auf den Spuren der im Watt untergegangenen Warften forscht. Hochmittelalterliche Wattfunde (Keramik, Knochengeräte, hölzerne Relikte), im Watt aufgespürte Lagerstätten von Salztorf und alte volkstümliche Geräte dokumentiert sie in Abhandlungen zur Hallig, die nicht zur Veröffentlichung vorgesehen sind, sondern den Status quo für die Nachwelt dokumentieren sollen.

## Werke

### Romane
- Sanft wie Tauben im Käfig. 1992, ISBN 3-927223-13-1.

#### Historische Romane
- Die Pesthexe. 1987, ISBN 3-923146-36-1.
- Das Herz der Wale. 1988, ISBN 3-923146-66-3.
- Mutter Griebsch. (= Hexenmilch.) 1991, ISBN 3-927223-10-7.
- Die Reeder. 1991, ISBN 3-431-03188-9.
- Das Deichopfer. 1993, ISBN 3-927223-14-X.
- Die Erbin der Gaukler. 1996, ISBN 3-431-03472-1.
- Die letzten Tage von Rungholt. 1997, ISBN 3-453-15208-5.
- Die Hexe von Tondern. 1999, ISBN 3-548-60184-7.
- Die Pestheilerin. 2008, ISBN 978-3-426-19764-6.
- Die sizilianische Heilerin. 2010, ISBN 978-3-426-50389-8.
- Die Heilerin von Lübeck. 2013, ISBN 978-3-426-50705-6.
- Die Strafpilgerin. 2014, ISBN 978-3-426-50946-3.

##### Antikes Griechenland
- Die Heilerin von Alexandria. 1998, ISBN 3-471-79365-8.
- Die Wagenlenkerin. 2000, ISBN 3-471-79419-0.

##### Raubritterinnentrilogie
- Die Raubritterin. 2000, ISBN 3-548-60471-4.
- Tod allen Reichen! 2000, ISBN 3-612-65150-1.
- Die Tochter der Raubritterin. 2001, ISBN 3-548-60076-X.

##### Wikingerkrimis
- Der Thorshammer. 1992, ISBN 3-442-42250-7.
- Das Drachenboot. 1992, ISBN 3-442-42249-3.
- Die Bronzefibel. 1993, ISBN 3-442-35101-4.

##### Sachsen-Saga
- Das Blutgericht. 2003, ISBN 3-548-60288-6.
- Donars Rache. 2004, ISBN 3-548-60428-5.
- Mit Kreuz und Schwert. 2005, ISBN 3-548-60567-2.

##### Hakima
- Die Hakima. 1994, ISBN 3-453-09620-7.
- Die Rückkehr der Hakima. 2002, ISBN 3-548-60393-9.

##### Sönke-Hansen-Krimis
- Mit der Flut kommt der Tod. 2005, ISBN 3-426-19704-9.
- Der Austernmörder. 2006, ISBN 3-426-19705-7.
- Das Grab im Deich. 2007, ISBN 978-3-426-19706-6.
- Die letzte Tide. 2009, ISBN 978-3-426-19850-6.
- Tod im Biikefeuer. 2015, ISBN 978-3-426-51508-2.

##### Niklas Asmus Krimis
- Der Tote am Hindenburgdamm. 2012, ISBN 978-3-352-00845-0.
- Mord in der Vogelkoje. 2013, ISBN 978-3-352-00873-3.

#### Nordische Mythologie
- Das Julfest. 2023, ISBN 978-3-352-01003-3

### Kinderbücher
- Stille Nacht, eisige Nacht. Als Nis Puk das Weihnachtsfest rettete. 2002, ISBN 3-352-00589-3.
- Möhren zum Fest. Tierische Weihnachtsgeschichten. Berlin 2005, ISBN 3-7466-2212-3.
- Alfons, die Weihnachtsgans. 2008, ISBN 978-3-352-00762-0.

### Sachbücher
- Häuser der Uthlande. 1986, ISBN 3-88007-133-0.
- Die großen Seuchen. Von der Pest bis Aids. 1989, ISBN 3-458-33381-9; auch Frankfurt am Main 1995.
- Küchen und Kochen in Nordfriesland. 1989, ISBN 3-921416-49-3.
- Fit gegen Viren und Bakterien. 1995, ISBN 3-517-01585-7.
- Das Immunsystem natürlich stärken. 1995, ISBN 3-517-01649-7.
- Rinderwahnsinn - BSE. 1995, ISBN 3-431-03415-2.
- Das BSE-Komplott. Das Protokoll des kalkulierten Wahnsinns. 2001, ISBN 3-934499-35-X.
- BSE - Die heimtückische Gefahr. Wie schütze ich mich? 2001, ISBN 3-431-04031-4.
- Tinkeltuut und Co. Über Muscheln und Schnecken von Strand und Watt. 2001, ISBN 3-88042-982-0.
- Heimat Nordfriesland. In: Hans Otto Meier (Hrsg.): Heimat Nordfriesland. Bräist/Bredstedt 2005, ISBN 3-88007-578-6.

### Unter dem Pseudonym Silke Jensen
- Das Sylt-Virus. 2002, ISBN 3-548-25286-9.

### Übersetzungen
- Hakima la médica deToledo, EMECE, Barcelona 1995.
- Le systeme immunitaire, France Loisirs, Paris 1997.
- Fortify Your Immune System Naturally, Sterling Publishing, New York 1998.
- Odpornosc Na Wirusy i Bakterie, Swiat Ksiazki, Warszawa 1997.
- Paranna vastustuskykyäsi, Werner Söderström Osakeyhtiö, Helsinki 2000.
- japanische Übersetzung des BSE-Ratgebers, Yokohama 2002.
- Hakima, Lékarka z Toleda, Brno (Tschechien) 2003.
- Kejklírova dedicka, Brno (Tschechien) 2004 (Erbin der Gaukler)
- Navrat Hakimy,  Brno (Tschechien) 2005 (Rückkehr der Hakima)
- russische Übersetzung der Wagenlenkerin (Ukraine 2005)
- russische Übersetzung der Hakima (Ukraine 2006)
- russische Übersetzung der Rückkehr der Hakima (Ukraine 2006)